# Laoponia
Laoponia is een geslacht van spinnen uit de familie Caponiidae.

## Soorten
De volgende soorten zijn bij het geslacht ingedeeld:
- Laoponia pseudosaetosa Liu, Li & Pham, 2010
- Laoponia saetosa Platnick & Jäger, 2008